# Mazda Sentia
O Sentia foi um carro de luxo da Mazda, vendido no Japão na década de 1990. O Sentia começou a ser fabricado em 1991 e em 1999 deixou de ser fabricado, ele possuía duas gerações. Ele substituiu o Mazda Luce.